# Tinodes locuples
Tinodes locuples là một loài Trichoptera trong họ Psychomyiidae. Chúng phân bố ở miền Cổ bắc.